# Esmalt (heràldica)
|  | Aquest article tracta sobre heràldica. Vegeu-ne altres significats a «Esmalt». |

En heràldica, l'esmalt és la coloració del camper de l'escut o d'una partició determinada, o el fons d'una peça, un moble o una figura. Hi ha tres classes d'esmalts: els metalls, els colors i els folres. Es regeixen per unes regles estrictes i tradicionalment, quan no es podien representar mitjançant el color, tenien una representació convencional mitjançant un traçat de ratlles i punts.

## Classes d'esmalts

### Els metalls
N'hi ha dos: l'or i l'argent. Es representen respectivament pel color daurat i platejat, o bé pel groc i el blanc quan no és possible utilitzar aquests colors metàl·lics.

### Els colors (o les colors)
En la tradició heràldica catalana n'hi ha sis, quatre de principals: atzur (blau), gules (vermell), sable (negre) i sinople (verd), i dos de menys utilitzats: ataronjat i porpra. En altres tradicions heràldiques se n'usen també d'altres, els més comuns dels quals són la carnació (o color carn), el blau celeste, el cendrós (color cendra), el sanguini o el morat, entre d'altres. Quan un objecte determinat es representa amb el seu color real específic i no amb un esmalt heràldic, es diu que és al natural.

### Els folres
Són combinacions d'esmalts, associats d'una manera convencional i estilitzada, que recorden les antigues pells amb les quals, durant els segles xi i xii, els combatents de vegades recobrien els seus escuts per tal de reforçar-los, protegir-los o decorar-los. Els més emprats són els vaires i els erminis.

## Regla del contrast dels esmalts
La regla fonamental dels esmalts heràldics és que no es pot sobreposar o juxtaposar metall amb metall i color amb color. Hi ha colors, però, que són considerats neutrals, com el sable, el porpra i l'ataronjat, que sí que es poden combinar entre ells i amb altres colors. Són també neutrals o indiferents els folres, que també es poden combinar plegats.
Aquesta regla té algunes excepcions, algunes de les quals degudes a errors dels artistes o dels heraldistes, però altres de tipificades: 
- els escuts amb particions, especialment les quarterades, però també d'altres, en què els quarters o particions tenien, prèviament a l'organització de la partició, una existència independent (per exemple, els diferents quarters de l'escut de Barcelona);
- les brisures o marques de diferenciació;
- els detalls petits (per exemple, llengües, ungles, corones, collars, tiges, fruits, etc.) o els embelliments o franjats (per exemple, de campanes, mitres, etc.) de les figures;
- les peces i figures ressaltants.

## Representació dels esmalts
Els esmalts heràldics es poden representar de dues maneres: mitjançant la representació cromàtica o bé segons la representació convencional per mitjà de punts i ratlles.
| Metalls | Metalls | Colors primaris | Colors primaris | Colors primaris | Colors primaris | Colors primaris | Colors secundaris | Colors secundaris | Colors secundaris |
| ------- | ------- | --------------- | --------------- | --------------- | --------------- | --------------- | ----------------- | ----------------- | ----------------- |
| Or      | Argent  | Gules           | Atzur           | Sinople         | Sable           | Porpra          | Ataronjat         | Morat             | Carnació          |

### Representació cromàtica
Els esmalts heràldics no tenen matisos de tonalitat: tan sinople és un verd clar com un de fosc, per exemple. Pel que fa als metalls, ja s'ha esmentat abans que, per raons pràctiques, l'or i l'argent s'han representat més sovint pel groc i el blanc que pel daurat i l'argentat o platejat. El sable sempre és negre, però l'atzur i el sinople es representen, generalment, clars. Pel que fa al gules és un vermell abstracte, conceptual, tot i que actualment es tendeix a representar com un roig vermellós, franc i brillant o lluent, és a dir, un vermell ben vermell.
Les tonalitats que recomana la Societat Catalana d'Heràldica són, segons el sistema internacional Pantone, les següents:
- Or: 871 U (o, si no n'hi ha, el groc Process Yellow U)
- Argent: 877 U
- Gules (vermell): Super Warm Red U
- Atzur (blau): 298 U
- Sinople (verd): 375 U
- Sable (negre): Extra Black U
- Porpra (entre morat i violeta): 245 U
- Ataronjat: 123 U

### Representació convencional
Com que un gran nombre de les armories o escuts d'armes eren representades en llocs on no era factible l'ús de coloracions, calia trobar algun sistema convencional per representar els esmalts.
Al segle xvii, el jesuïta italià Silvestre da Pietrasanta, en un llibre seu publicat el 1638, va idear un sistema de representació dels colors. Segons aquest sistema, els metalls i colors s'han representat tradicionalment de la manera següent: 
- Or: un sembrat de petits punts.
- Argent: un camper amb absència de qualsevol traç o marca.
- Gules: un ratllat de fines línies verticals molt atapeïdes.
- Atzur: un ratllat de línies, també fines i atapeïdes, però horitzontals.
- Sinople: un ratllat molt fi de línies diagonals que baixen d'esquerra a dreta.
- Sable: un ratllat molt fi de línies horitzontals i verticals que es creuen perpendicularment; de vegades, també, el camper, la peça o la figura de color sable es representen totalment negres.
- Porpra: un ratllat molt fi de línies diagonals que baixen de dreta a esquerra.
- Ataronjat: un ratllat molt fi de línies verticals (representació del gules) combinat amb un sembrat de punts (representació de l'or). Aquesta convenció deriva ja del segle xix, en què es van inventar nous traçats per als altres esmalts més moderns.

Els folres es representen de manera convencional pels traçats o punts corresponents als esmalts que els componen.